# Gestionnaire de fenêtres par pavage

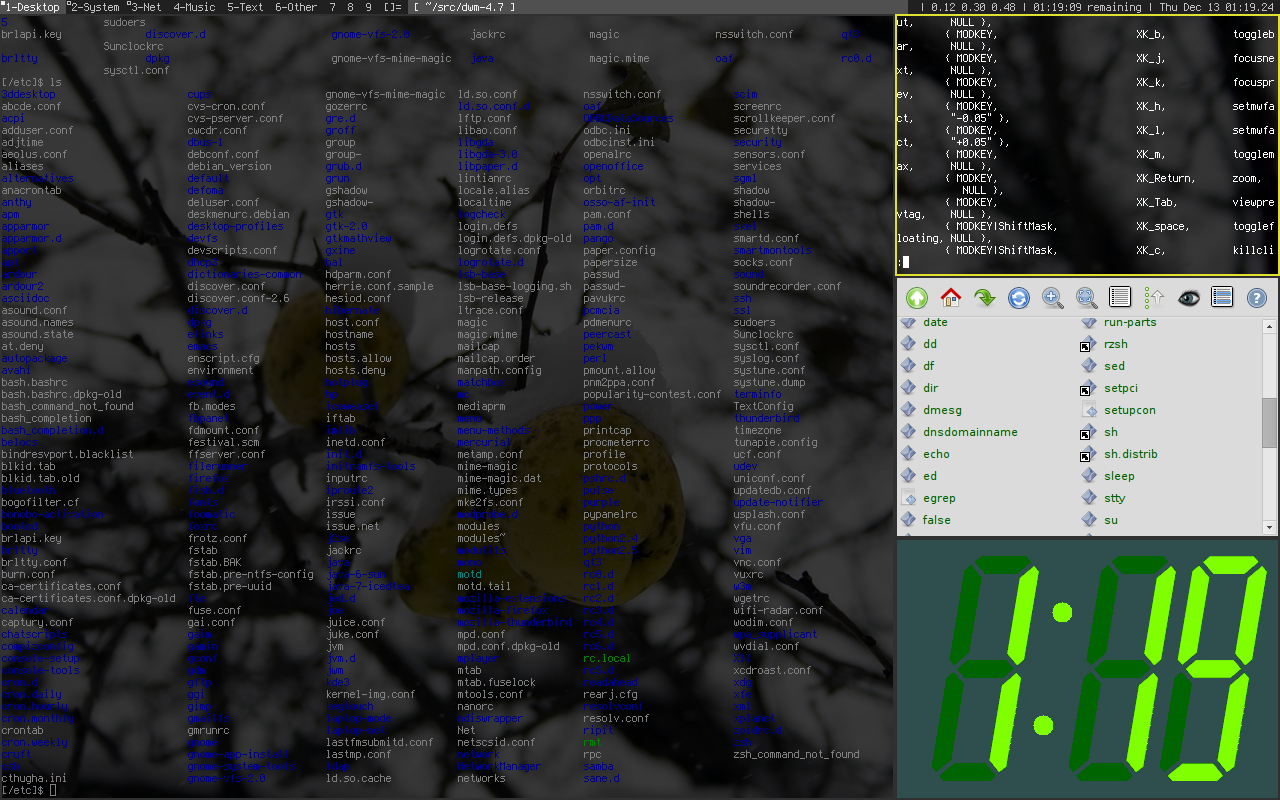
Écran organisé en pavés

Un gestionnaire de fenêtres par pavage ou gestionnaire de fenêtres en mosaïque est un gestionnaire de fenêtres organisant les fenêtres comme si l’écran était constitué de pavés.
C’est-à-dire que les fenêtres ne se superposent pas mais se juxtaposent.

## Gestionnaires de fenêtres par pavage

### Systèmes de fenêtrage X
- Ratpoison est un gestionnaire de fenêtres par pavage ayant pour but de remplacer la souris par le clavier,

- i3 est un gestionnaire de fenêtres libre,

- xmonad est un gestionnaire de fenêtres écrit en Haskell.
- awesome — un dérivé de dwm écrit en C. Il est extensible et configurable via Lua. C'est le premier gestionnaire de fenêtre par pavage porté de Xlib à XCB. Il supporte D-Bus, pango, XRandR, Xinerama.